# Francis Fauré
Francis Fauré (* 31. März 1910 in Ambert; † 21. Dezember 1953 in Saint-Just-en-Chevalet) war ein französischer Radrennfahrer.
1930 und 1931 wurde Francis Fauré jeweils Zweiter bei den Französischen Bahnmeisterschaften im Sprint der Junioren. 1930 gewann er gemeinsam mit Piet van Kempen das Sechstagerennen von Saint-Étienne.
Fauré war der erste Fahrer, der mit den von Charles Mochet Anfang der 1930er Jahre entwickelten Velocar Radrennen bestritt. Obwohl er eigentlich ein zweitklassiger Radrennfahrer war, gelang es ihm, sich in vielen Rennen gegen die damaligen Spitzenfahrer durchzusetzen. Auf der 5000-Meter-Distanz war er zeitweise unschlagbar.
1932 entschieden Mochet und Faure, den seit 20 Jahren bestehenden Stundenweltrekord in Angriff zu nehmen. Damaliger Rekordhalter war Oscar Egg, der 1914 die einer Stunde 44,247 km zurücklegte. Um sicherzugehen, dass der Rekord mit dem Velocar anerkannt würde, erkundigte sich Mochet im Oktober 1932 schriftlich bei der UCI. Er bekam eine positive Antwort auf sein Schreiben: „Da das Velocar keine zusätzlichen aerodynamischen Komponenten aufweist besteht kein Grund es zu verbieten.“ Der 7. Juli 1933 war dann der entscheidende historische Tag. Francis Fauré fuhr 45,055 km in einer Stunde im Pariser Velodrome und brach damit den fast 20 Jahre alten Rekord von Oscar Egg.
Faurés Rekord war später Anlass für die UCI, liegend gefahrene Rennräder von offiziellen Rennen auszuschließen (3. Februar 1934).
Francis Fauré war der jüngere Bruder des in den 1930er Jahren erfolgreichen Radrennfahrers Benoît Fauré.